# Jean Lurçat
Jean Lurçat (Bruyères, 1º luglio 1892 – Saint-Paul-de-Vence, 6 gennaio 1966) è stato un pittore francese.

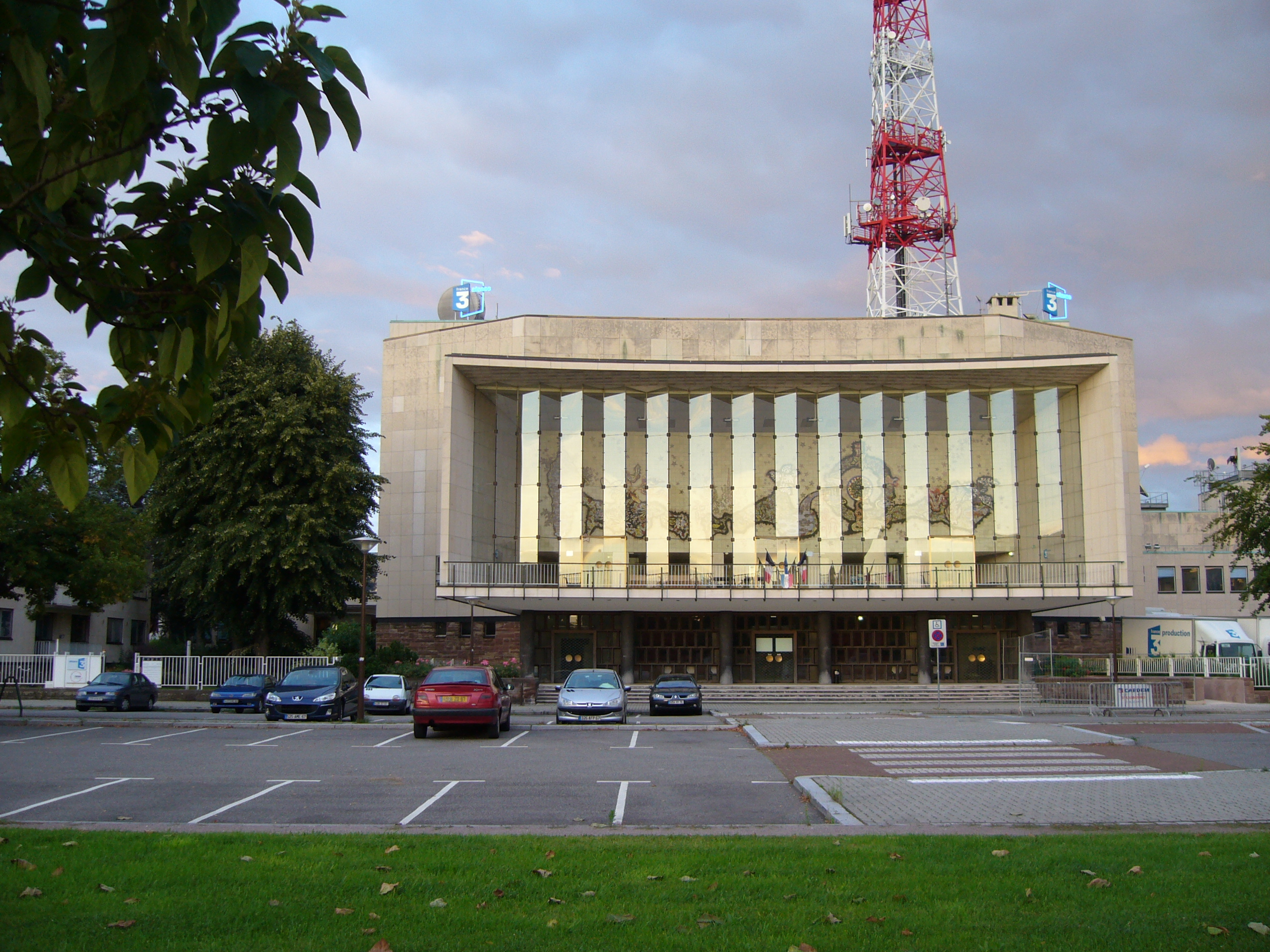
Ceramiche di Jean Lurçat in un palazzo di Strasburgo

Fratello dell'architetto André Lurçat, è conosciuto come rinnovatore dell'arazzeria moderna e produttore di cartoni d'arazzo, per i quali mise a punto un innovativo sistema di cartone cifrato, disegnato in bianco e nero e riportante numeri che corrispondono ai colori.

## Biografia
Compì i suoi studi a Épinal e si iscrisse alla Faculté des Sciences Nancy interruppe gli studi in medicina per rivolgersi a quelli artistici.
Fu membro dell'Académies de Sciences et des Beaux-Arts di Francia, del Belgio e del Portogallo; fu inoltre presidente del Centre d'information de la tapisserie ancienne et moderne.
La prima commissione ufficiale fu un cartone col titolo Les Illusions d'Icare tessuto dalla Manifattura dei Gobelins nel 1936.

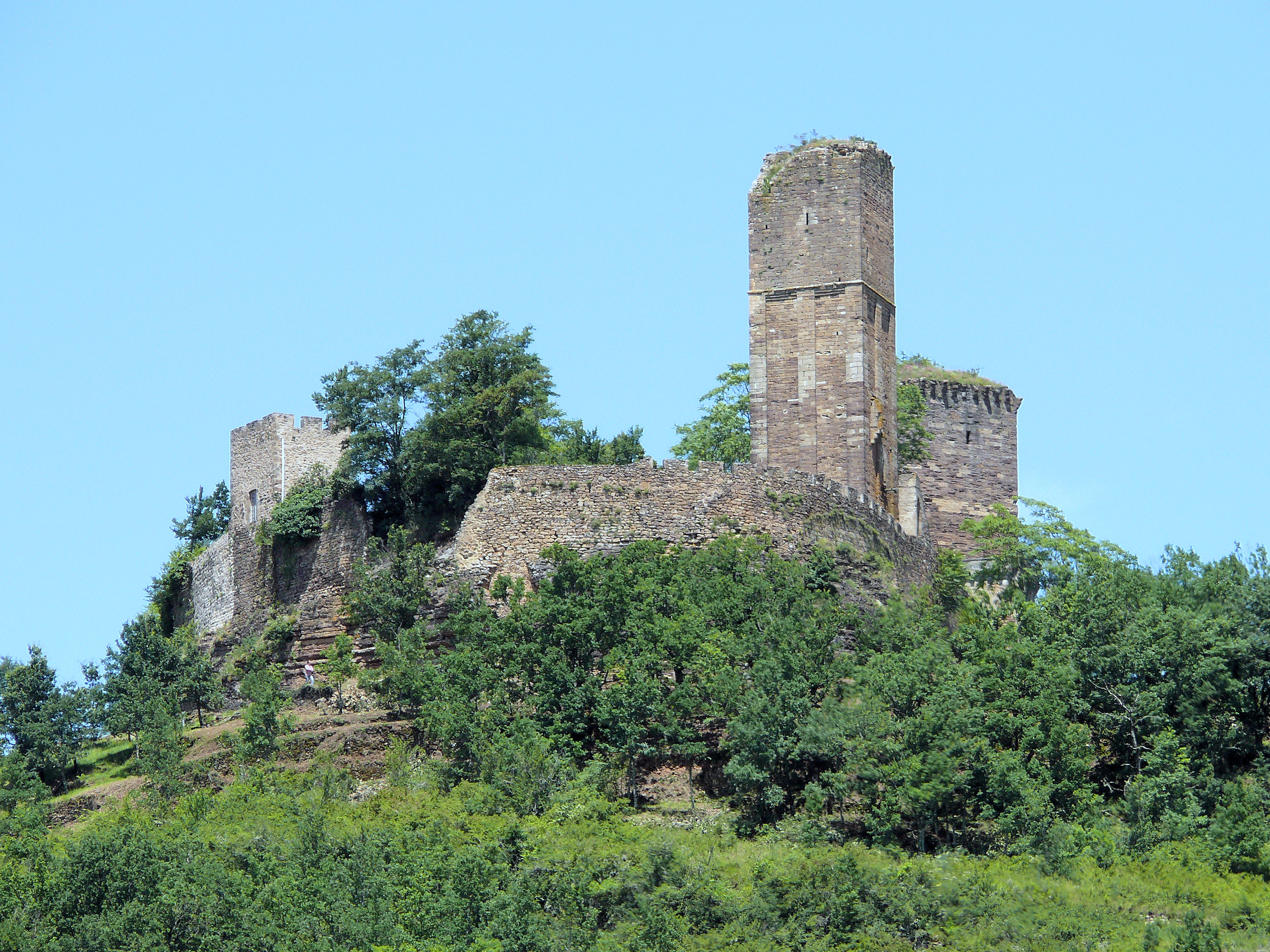
Il castello di Saint-Laurent-les-Tours

Nel 1939 si stabilì ad Aubusson nella Creuse, dove creò opere importanti, con la collaborazione del tessitore François Tabard, e rilanciò i laboratori della Manifattura di Aubusson.
Nel 1945 si stabilì a Saint-Céré, dove acquistò un castello in rovina che restaurò per porvi il suo atelier. Il castello di Saint-Laurent-les-Tours, ospita un museo aperto al pubblico.

## Opere

### Cartoni d'arazzo
I suoi primi cartoni sono del 1920 e vennero eseguiti col ricamo, fu solo nel 1933 che un suo cartone venne tessuto nella manifattura di Aubusson.
- 1936: Les Illusions d'Icare (Paesi Bassi)
- 1940: Les Quatre Saisons (Parigi)
- 1943: Liberté (Parigi, Musée d'Art Moderne) - Es la Verdad (Francia)
- 1947: Le Vin (Beaune) - Le Conscrit des Cent Villages (Mosca)
- 1947 - 1948: L'Apocalypse (chiesa di Plateau d'Assy)
- 1951: L'Art Occidental et L'Europe (Strasburgo)
- 1953: La Conquête de l'air (Parigi)
- 1954: L'Europe (Strasburgo) - Hommage aux Morts de la Résistance et de la Déportation (Parigi) - Le Chant Général (Berna)
- 1955: Cosmos (Institut Pasteur, Lilla)
- 1956: Travail Manuel et Intellectuel (L'Aia)
- 1957: Nuit Heureuse et Jour Heureux (Liegi)
- 1959: Le Temps (Svizzera) - Pierre et Eau (Rotterdam)
- 1960: Les Trois Soleils (Aeroporto d'Orly)
- 1961: Les Quatre Eléments (Bâle) - Vendanges (Svizzera)
- 1962: Transmondia (Parigi) - Couleurs et Lumières (Düsseldorf) - Le Vin et la Musique (Colonia)
- 1963: La Flamme et l'Océan (Colmar) - Printemps (Grenoble)
- 1964: Dunkerque (Dunkerque)
- 1965: Eloge (Svizzera)
- Ciclo Le Chant du monde, grande opera che misura nell'insieme 500 metri quadrati di superficie, 79 m di lunghezza per 4,4 m di altezza. Iniziata nel 1957 doveva originalmente essere lunga 125 m. ma la lavorazione fu interrotta dalla la morte dell'artista.

La moglie, Simone Selves Lurçat, donò l'opera alla città di Angers, dove si trova attualmente, esposta nelle sale del Museo Jean-Lurçat et de la tapisserie contemporaine, altre opere furono da lei donate nel 2001 all'Académie des Beaux Arts francese.